# La Moindre des choses
Pour plus de détails, voir Fiche technique et Distribution.
La Moindre des choses est un film français réalisé par Nicolas Philibert et sorti en 1997.
Avec l'édition du DVD en 2018, le film L'Invisible (Entretien avec Jean Oury), 45 minutes, tourné en 2002 est joint en complément.

## Synopsis
La vie quotidienne des pensionnaires et soignants à la clinique de La Borde (développant la psychothérapie institutionnelle dans le Loir-et-Cher) au cours de l'été 1995, vue à travers la préparation d'une représentation théâtrale programmée pour le 15 août.

## Fiche technique
- Titre : La Moindre des choses
- Réalisation : Nicolas Philibert
- Scénario : Nicolas Philibert
- Photographie : Katell Djian et Nicolas Philibert
- Son : Julien Cloquet
- Musique : André Giroud
- Montage : Nicolas Philibert
- Production : La Sept Cinéma - Les Films d'ici
- Distribution : Les Films du Losange
- Pays :  France
- Genre : documentaire
- Durée : 105 minutes
- Date de sortie : France - 5 mars 1997

## Distinctions[2]
- 1996 : Grand prix du public au Festival international du cinéma et des nouveaux médias de Montréal.
- 1996 : Prix spécial du jury du 11e Festival International du film anthropologique de Pârnu (Estonie).
- 1997 : Meilleur documentaire au Festival du film de Potsdam (Allemagne).
- 1997 : Grand Prix du Public des Rencontres internationales du cinéma, Paris.
- 1997 : Grand Prix du festival Amascultura (Lisbonne).
- 1997 : Épée d’or au Festival international de San Francisco.